# Trier Cardinals
Der BSC Trier Cardinals e. V. ist ein Baseball- und Softball-Club aus Trier, der 1988 gegründet wurde.

## Baseball
Die Baseball-Mannschaft gehörte Mitte der 1990er Jahre zu den besten in Deutschland. Ihr größter Erfolg war der Gewinn der deutschen Baseballmeisterschaft 1995 und 1996. Aktuell spielt der Club in der Verbandsliga Südwest.

## Softball
In den Jahren 2003, 2005, 2006, 2007 und 2009 gewann das Cardinals Mixed-Team die südwestdeutsche Meisterschaft. In der inoffiziellen Deutschen Softball Mixed-Meisterschaft belegte das Team 2007 den dritten Platz und konnte 2009 den Titel erringen.